# Liste der Kulturdenkmäler in Hessisch Lichtenau
Die Liste der Kulturdenkmäler in Hessisch Lichtenau enthält alle Kulturdenkmäler in Hessisch Lichtenau.
Die folgende Liste enthält die in der Denkmaltopographie ausgewiesenen Kulturdenkmäler auf dem Gebiet  der  Stadt Hessisch Lichtenau, Werra-Meißner-Kreis, Hessen.
Hinweis: Die Reihenfolge der Denkmäler in dieser Liste orientiert sich zunächst an Stadtteilen und anschließend der Anschrift, alternativ ist sie auch nach der Bezeichnung, der vom Landesamt für Denkmalpflege vergebenen Nummer oder der Bauzeit sortierbar.
Kulturdenkmäler werden fortlaufend im Denkmalverzeichnis des Landes Hessen durch das Landesamt für Denkmalpflege Hessen auf Basis des Hessischen Denkmalschutzgesetzes (HDSchG) geführt. Die Schutzwürdigkeit eines Kulturdenkmals hängt nicht von der Eintragung in das Denkmalverzeichnis des Landes Hessen oder der Veröffentlichung in der Denkmaltopographie ab.

Das Vorhandensein oder Fehlen eines Objekts in dieser Liste ist keine rechtsverbindliche Auskunft darüber, ob es Kulturdenkmal ist oder nicht: Diese Liste entspricht möglicherweise nicht dem aktuellen Stand der offiziellen Denkmaltopographie. Diese ist für Hessen in den entsprechenden Bänden der Denkmaltopographie Bundesrepublik Deutschland und im Internet unter DenkXweb – Kulturdenkmäler in Hessen einsehbar. Auch diese Quellen sind, obwohl sie durch das Landesamt für Denkmalpflege Hessen aktualisiert werden, nicht immer aktuell, da es im Denkmalbestand immer wieder Änderungen gibt.
Eine verbindliche Auskunft erteilt allein das Landesamt für Denkmalpflege Hessen.
Nutze diese Kartenansicht, um Koordinaten in der Liste zu setzen. In dieser Kartenansicht sind Kulturdenkmale ohne Koordinaten mit einem roten bzw. orangen Marker dargestellt und können in der Karte gesetzt werden. Kulturdenkmale ohne Bild sind mit einem blauen bzw. roten Marker gekennzeichnet, Kulturdenkmale mit Bild mit einem grünen bzw. orangen Marker.

## Legende
- Bezeichnung: Nennt den Namen, die Bezeichnung oder die Art des Kulturdenkmals.
- Lage: Nennt den Straßennamen und wenn vorhanden die Hausnummer des Kulturdenkmals. Die Grundsortierung der Liste erfolgt nach dieser Adresse. Der Link „Karte“ führt zu verschiedenen Kartendarstellungen und nennt die Koordinaten des Kulturdenkmals.
- Datierung: Gibt die Datierung an; das Jahr der Fertigstellung bzw. den Zeitraum der Errichtung. Eine Sortierung nach Jahr ist möglich.
- Beschreibung: Nennt bauliche und geschichtliche Einzelheiten des Kulturdenkmals, vorzugsweise die Denkmaleigenschaften.
- Objekt-Nr: Gibt, sofern vorhanden, die vom Landesamt für Denkmalpflege vergebene Objekt-ID des Kulturdenkmals an.

## Hessisch Lichtenau

### Gesamtanlage I Altstadt
| Bild                    | Bezeichnung              | Lage | Beschreibung | Bauzeit | Objekt-Nr. |
| ----------------------- | ------------------------ | --- | --- | ------- | ---------- |
| weitere Bilder          | Gesamtanlage I Altstadt  | Lage | Am Brauhaus 3; Burggasse 5–41, 2–38; Heinrichstraße 1, 2; Hinter dem Hagen 2; Junkergasse 1–3, 2; Kirchstraße 1–65, 2–42; Landgrafenstraße 11–43, 14–50; Ratsgasse 1, 2–6; Schmiedegasse 3–5, 8; Schulgasse 5–7, 4–8; Wallstraße 1–3, 2–4. |         | 40440 DDB  |
| weitere Bilder          | Wohnhaus                 | Burgstraße 9/11 LageFlur: 14, Flurstück: 148/1, 149/1 | spätes 16. Jh. |         | 40443 DDB  |
| weitere Bilder          | Wohnhaus                 | Burgstraße 12 LageFlur: 14, Flurstück: 221/1 | |         | 40444 DDB  |
| weitere Bilder          | Wohnhaus                 | Burgstraße 16 LageFlur: 14, Flurstück: 219/2 | |         | 40447 DDB  |
| weitere Bilder          | Wohnhaus                 | Burgstraße 20 LageFlur: 14, Flurstück: 210/2 | |         | 40445 DDB  |
| weitere Bilder          | Wohnhaus                 | Burgstraße 23 LageFlur: 14, Flurstück: 169/1 | |         | 40446 DDB  |
| weitere Bilder          | Wohnhaus                 | Burgstraße 25 LageFlur: 14, Flurstück: 170/1 | |         | 40448 DDB  |
| weitere Bilder          | Scheune                  | Burgstraße 37 LageFlur: 14, Flurstück: 185/2 | |         | 40449 DDB  |
| weitere Bilder          | Meisenbug’scher Hof      | Burgstraße 38, Burgstraße LageFlur: 14, Flurstück: 193/3, 227/12 | |         | 40450 DDB  |
| Brunnenkump             | Brunnenkump              | Kirchplatz LageFlur: 14, Flurstück: 237/3 | | 1910    | 40467 DDB  |
| weitere Bilder          | Wohnhaus                 | Kirchstraße 6 LageFlur: 14, Flurstück: 127/1 | |         | 40453 DDB  |
| weitere Bilder          | Wohnhaus                 | Kirchstraße 8 LageFlur: 14, Flurstück: 127/1 | |         | 40454 DDB  |
| weitere Bilder          | Wohnhaus                 | Kirchstraße 17 LageFlur: 14, Flurstück: 25/1 | |         | 40455 DDB  |
| Bild gesucht BW         | Wohnhaus                 | Kirchstraße 18 LageFlur: 14, Flurstück: 120/1 | |         | 40456 DDB  |
| weitere Bilder          | Wohnhaus                 | Kirchstraße 19 LageFlur: 14, Flurstück: 26/1 | |         | 40457 DDB  |
| weitere Bilder          | Wohnhaus                 | Kirchstraße 21 LageFlur: 14, Flurstück: 28/1 | |         | 40459 DDB  |
| weitere Bilder          | Wohnhaus                 | Kirchstraße 22/24 LageFlur: 14, Flurstück: 103/3 | |         | 40458 DDB  |
| weitere Bilder          | Wohnhaus                 | Kirchstraße 31 LageFlur: 14, Flurstück: 36/3 | |         | 40460 DDB  |
| weitere Bilder          | Wohnhaus                 | Kirchstraße 59 LageFlur: 14, Flurstück: 69/2 | |         | 40959 DDB  |
| weitere Bilder          | Wohnhaus                 | Kirchstraße 61 LageFlur: 14, Flurstück: 72/2 | |         | 40462 DDB  |
| weitere Bilder          | Stadtmauer               | Landgrafenstraße, Wallstraße, Kirchstraße, Heinrichstraße, Burgstraße 18, Burgstraße 16, Burgstraße LageFlur: 14, Flurstück: 1/14, 1/19–23, 218/5, 219/2, 227/10, 227/12, 227/3, 227/5–9 | Der Mauerring um die Altstadt ist in weiten Abschnitten erhalten. Die Tore sind abgegangen. Am ehemaligen Obertor ist ein Rundturm erhalten. Am Junkerhof ist ein Turm auf rechteckigem Grundriss vorhanden.                               |         | 40442 DDB  |
| Wohnhaus                | Wohnhaus                 | Landgrafenstraße 13a LageFlur: 14, Flurstück: 137/1 | |         | 40464 DDB  |
| Wohnhaus                | Wohnhaus                 | Landgrafenstraße 13b LageFlur: 14, Flurstück: 124/2 | |         | 40465 DDB  |
| Nebengebäude            | Nebengebäude             | Landgrafenstraße 13b LageFlur: 14, Flurstück: 124/2 | in der Schmiedegasse, 17. Jh. |         | 40465 DDB  |
| Wohn- und Geschäftshaus | Wohn- und Geschäftshaus  | Landgrafenstraße 15 LageFlur: 14, Flurstück: 123/2 | |         | 40466 DDB  |
| ehem. Rathaus           | ehem. Rathaus            | Landgrafenstraße 17 LageFlur: 14, Flurstück: 122/1 | | 1654    | 40468 DDB  |
| weitere Bilder          | Evangelische Stadtkirche | Landgrafenstraße 19 LageFlur: 14, Flurstück: 116/2 | |         | 40469 DDB  |
| Wohnhaus                | Wohnhaus                 | Landgrafenstraße 24 LageFlur: 14, Flurstück: 145/1 | |         | 40471 DDB  |
| Wohn- und Geschäftshaus | Wohn- und Geschäftshaus  | Landgrafenstraße 26 LageFlur: 14, Flurstück: 147/1 | | 1698    | 40470 DDB  |
| Wohn- und Geschäftshaus | Wohn- und Geschäftshaus  | Landgrafenstraße 32 LageFlur: 14, Flurstück: 161/3 | |         | 40472 DDB  |
| Wohn- und Geschäftshaus | Wohn- und Geschäftshaus  | Landgrafenstraße 34a LageFlur: 14, Flurstück: 164/1 | |         | 40473 DDB  |
| Bild gesucht BW         | Wohn- und Geschäftshaus  | Landgrafenstraße 36 LageFlur: 14, Flurstück: 171/2 | | 1686    | 40486 DDB  |
| Wohn- und Geschäftshaus | Wohn- und Geschäftshaus  | Landgrafenstraße 42 LageFlur: 14, Flurstück: 177/4 | | 1824    | 40474 DDB  |
| Wohn- und Geschäftshaus | Wohn- und Geschäftshaus  | Landgrafenstraße 42a LageFlur: 14, Flurstück: 180/1 | |         | 40475 DDB  |
| Wohn- und Geschäftshaus | Wohn- und Geschäftshaus  | Landgrafenstraße 42b/44 LageFlur: 14, Flurstück: 181/2, 182/2 | |         | 40476 DDB  |
| Wohnhaus                | Wohnhaus                 | Landgrafenstraße 48a LageFlur: 14, Flurstück: 188/3 | |         | 40477 DDB  |
| Bild gesucht BW         | Mehrfamilienwohnhaus     | Marienstraße 4 und 6 LageFlur: 12, Flurstück: 2/57, 2/58 | |         | 40480 DDB  |
| Wohn- und Geschäftshaus | Wohn- und Geschäftshaus  | Ratsgasse 2 LageFlur: 14, Flurstück: 151/1 | | 1656    | 40483 DDB  |
| Wohnhaus                | Wohnhaus                 | Ratsgasse 6 LageFlur: 14, Flurstück: 150/1 | |         | 40484 DDB  |
| Wohnhaus                | Wohnhaus                 | Schmiedegasse 5 LageFlur: 14, Flurstück: 133/1 | |         | 40485 DDB  |

### Gesamtanlage II Arbeitersiedlung
| Bild            | Bezeichnung     | Lage | Beschreibung                | Bauzeit | Objekt-Nr. |
| --------------- | --------------- | ---- | --------------------------- | ------- | ---------- |
| Bild gesucht BW | Gesamtanlage II | Lage | Arbeitersiedlung, 1907–1925 |         | 40441 DDB  |

### Einzeldenkmale
| Bild             | Bezeichnung              | Lage                                                                     | Beschreibung                                                                                         | Bauzeit | Objekt-Nr. |
| ---------------- | ------------------------ | ------------------------------------------------------------------------ | --- | ------- | ---------- |
| weitere Bilder   | Friedhof und Kapelle     | Friedrichsbrücker Straße 1, Friedhof LageFlur: 15, Flurstück: 78/2       | Auf dem Gebiet der Wüstung Vortrieden, bereits 1380 erwähnt, Kapelle Unserer Lieben Frau 14./15. Jh. |         | 40451 DDB  |
| Gartenhaus       | Gartenhaus               | Himmelsbergstraße 2 LageFlur: 17, Flurstück: 47/9                        | |         | 40452 DDB  |
| Ehemalige Schule | Ehemalige Schule         | Landgrafenstraße 12 LageFlur: 15, Flurstück: 136/7                       | |         | 40463 DDB  |
| Rathaus          | Rathaus                  | Landgrafenstraße 52 LageFlur: 15, Flurstück: 152/9                       | |         | 40478 DDB  |
| Bild gesucht BW  | Ehemalige Zigarrenfabrik | Leipziger Straße 135 LageFlur: 13, Flurstück: 1/11                       | |         | 40479 DDB  |
| Pfarrhaus        | Pfarrhaus                | Mühlweg 7 LageFlur: 15, Flurstück: 206/9                                 | | 1896/97 | 40481 DDB  |
| weitere Bilder   | Waschplatz               | Quenteler Tor, An der Stadt LageFlur: 15, Flurstück: 152/7, 292/1, 293/1 | Waschplatz mit Mangelhaus und Mauer                                                                  |         | 40482 DDB  |

## Friedrichsbrück

### Gesamtanlage Friedrichsbrück
| Bild            | Bezeichnung                  | Lage                         | Beschreibung | Bauzeit | Objekt-Nr. |
| --------------- | ---------------------------- | ---------------------------- | ------------ | ------- | ---------- |
| Bild gesucht BW | Gesamtanlage Friedrichsbrück | Lindenallee 5–17, 12–22 Lage |              |         | 40611 DDB  |

### Einzeldenkmale
| Bild            | Bezeichnung | Lage                                          | Beschreibung | Bauzeit | Objekt-Nr. |
| --------------- | ----------- | --------------------------------------------- | ------------ | ------- | ---------- |
| Bild gesucht BW | Dorfschule  | Wiesentalstraße 5 LageFlur: 4, Flurstück: 1/6 |              |         | 40612 DDB  |

## Fürstenhagen

### Gesamtanlage Siedlung III. Reich
| Bild            | Bezeichnung                      | Lage                     | Beschreibung | Bauzeit | Objekt-Nr. |
| --------------- | -------------------------------- | ------------------------ | ------------ | ------- | ---------- |
| Bild gesucht BW | Gesamtanlage Siedlung III. Reich | Siedlung 3–19, 2–16 Lage |              |         | 40624 DDB  |

### Sachgesamtheit Kirchplatz
| Bild                            | Bezeichnung                            | Lage                                                                    | Beschreibung | Bauzeit                   | Objekt-Nr. |
| ------------------------------- | -------------------------------------- | ----------------------------------------------------------------------- | ------------ | ------------------------- | ---------- |
| weitere Bilder                  | Sachgesamtheit Kirchplatz Fürstenhagen | An der Kirche 1, 5, 11, 13 LageFlur: 3, Flurstück: 60/1, 64/9, 65/3, 67 |              |                           | 40614 DDB  |
| weitere Bilder                  | Evangelische Kirche                    | An der Kirche 1 LageFlur: 3, Flurstück: 64/9                            |              | vor 1498                  | 40614 DDB  |
| Backhaus                        | Backhaus                               | An der Kirche 5 LageFlur: 3, Flurstück: 60/1                            |              | Ende des 19. Jahrhunderts |            |
| kleine zweigeschossige Scheune  | kleine zweigeschossige Scheune         | An der Kirche 11 LageFlur: 3, Flurstück: 67                             |              |                           |            |
| der ehemalige Dorfgerichtsplatz | der ehemalige Dorfgerichtsplatz        | LageFlur: 3, Flurstück: 60/1                                            |              |                           |            |
| sieben barocke Grabsteine       | sieben barocke Grabsteine              | LageFlur: 3, Flurstück: 64/9                                            |              |                           |            |

### Sachgesamtheit Stiftung Lenoir
| Bild                          | Bezeichnung                   | Lage | Beschreibung | Bauzeit | Objekt-Nr. |
| ----------------------------- | ----------------------------- | --- | ------------ | ------- | ---------- |
| weitere Bilder                | Sachgesamtheit Lenoirstift    | Lenoirstraße 1–4, Fahrlücke, Im Teich, Teichwäldchen LageFlur: 4, 6, 23, Flurstück: 5/4, 16/16, 1/8–10, 54/1, 55/2, 8/7 |              | 1907    | 40623 DDB  |
| Verwaltungsgebäude            | Verwaltungsgebäude            | Lenoirstraße 2 LageFlur: 6, Flurstück: 16/16                                                                            |              | 1907    |            |
| Mädchenhaus                   | Mädchenhaus                   | Lenoirstraße 3 LageFlur: 6, Flurstück: 16/16                                                                            |              | 1907    |            |
| Jungenhaus                    | Jungenhaus                    | Lenoirstraße 1 LageFlur: 6, Flurstück: 16/16                                                                            |              | 1907    |            |
| Pestalozzidenkmal             | Pestalozzidenkmal             | Lenoirstraße 1-3 LageFlur: 6, Flurstück: 16/16                                                                          |              | 1907    |            |
| Mausoleum der Gebrüder Lenoir | Mausoleum der Gebrüder Lenoir | LageFlur: 6, Flurstück: 1/10                                                                                            |              | 1913    |            |
| Bild gesucht BW               | Wasserbehälter                | LageFlur: 4, Flurstück: 5/4                                                                                             |              |         |            |

### Einzeldenkmale
| Bild                                                            | Bezeichnung                                                     | Lage                                                  | Beschreibung | Bauzeit                             | Objekt-Nr. |
| --------------------------------------------------------------- | --------------------------------------------------------------- | ----------------------------------------------------- | ------------ | ----------------------------------- | ---------- |
| zweigeschossiges Backsteinwohnhaus                              | zweigeschossiges Backsteinwohnhaus                              | An der Kirche 2 LageFlur: 4, Flurstück: 60/3          |              | um die Jahrhundertwende (1900)      | 40615 DDB  |
| Bahnhofsgebäude                                                 | Bahnhofsgebäude                                                 | Leipziger Straße 8 LageFlur: 5, Flurstück: 92/17      |              | 1879                                | 40616 DDB  |
| Streckhof                                                       | Streckhof                                                       | Lentzstraße 13 LageFlur: 3, Flurstück: 12/3           |              | erstes Drittel des 19. Jahrhunderts | 40617 DDB  |
| ein bescheidenes Fachwerkwohnhaus                               | ein bescheidenes Fachwerkwohnhaus                               | Lentzstraße 19 LageFlur: 3, Flurstück: 18/2           | (g, s)       |                                     | 40618 DDB  |
| Fachwerkwohnhaus                                                | Fachwerkwohnhaus                                                | Lindenstraße 12/14 LageFlur: 4, Flurstück: 78/8, 79/9 |              | frühes 18. Jahrhundert              | 40619 DDB  |
| imposanter, dreiseitig geschlossener Hof einer ehemaligen Mühle | imposanter, dreiseitig geschlossener Hof einer ehemaligen Mühle | Lindenstraße 17 LageFlur: 4, Flurstück: 29/23         |              | 1733                                | 40620 DDB  |
| Bild gesucht BW                                                 | Fachwerkhaus                                                    | Schulstraße 18 LageFlur: 4, Flurstück: 32/6           |              |                                     | 40621 DDB  |

## Hausen
| Bild                                    | Bezeichnung         | Lage                                                                                   | Beschreibung                                            | Bauzeit | Objekt-Nr. |
| --------------------------------------- | ------------------- | -------------------------------------------------------------------------------------- | ------------------------------------------------------- | ------- | ---------- |
| Bild gesucht BW                         | Steinkreuz * 4724.3 | Auf den Mühläckern LageFlur: 5, Flurstück: 79/1                                        |                                                         |         | 41645 DDB  |
| Direkt Bild zu diesem Denkmal hochladen | Wegweiser           | Meißnerbergstraße hinter Zum Spielberg (Außerhalb Ortslage) Flur: 13, Flurstück: 41/15 |                                                         |         | 41623 DDB  |
| Bild gesucht BW                         | Gedenkstein         | Gemeindetriesch (Außerhalb der Ortslage) LageFlur: 10, Flurstück: 46/5                 | Inschrift: Freideutscher / Jugendtag 12. / Oktober 1913 |         | 41656 DDB  |
| Bild gesucht BW                         | Evangelische Kirche | Kirchweg 5 LageFlur: 11, Flurstück: 66/1                                               | Ortskirche                                              |         | 40962 DDB  |
| Bild gesucht BW                         | sechs Grabsteine    | Kirchweg 5 LageFlur: 11, Flurstück: 66/1                                               |                                                         |         |            |
| Bild gesucht BW                         | ehem. Oberbergmühle | Meißnerbergstraße 8 LageFlur: 11, Flurstück: 117/13                                    |                                                         |         | 40964 DDB  |
| Bild gesucht BW                         | Fachwerkwohnhaus    | Meißnerbergstraße 9 LageFlur: 11, Flurstück: 79/1                                      |                                                         |         | 40963 DDB  |
| Bild gesucht BW                         | Streckhof           | Steinbachstraße 6 LageFlur: 11, Flurstück: 13/1                                        |                                                         |         | 40965 DDB  |
| Bild gesucht BW                         | Steinkreuz * 4724.2 | Vor dem Kreuz (Außerhalb der Ortslage) LageFlur: 1, Flurstück: 113/13                  |                                                         |         | 41644 DDB  |
| Bild gesucht BW                         | Wohnhaus            | Zur Hausener Hute 6 LageFlur: 11, Flurstück: 127/2                                     |                                                         |         | 768984 DDB |
| Bild gesucht BW                         | Wohnhaus            | Zur Hausener Hute 10 LageFlur: 11, Flurstück: 125/1                                    |                                                         |         | 40966 DDB  |

## Hirschhagen

### Sachgesamtheit Munitionsfabrik
| Bild            | Bezeichnung                                | Lage                                                                            | Beschreibung | Bauzeit | Objekt-Nr. |
| --------------- | ------------------------------------------ | ------------------------------------------------------------------------------- | ------------ | ------- | ---------- |
| Bild gesucht BW | Wohlfahrtsgebäude                          | Daimlerstraße 4 LageFlur: 26, Flurstück: 86/1                                   |              |         | 41087 DDB  |
| Bild gesucht BW | Fertigmachungsgebäude                      | Daimlerstraße 43 LageFlur: 26, Flurstück: 1/64                                  |              |         | 41090 DDB  |
| Bild gesucht BW | Elektrokarrengebäude/Verladerampe          | Dieselstraße 3 LageFlur: 26, Flurstück: 76/58, 76/59                            |              |         | 41085 DDB  |
| Bild gesucht BW | Verwaltungsgebäude                         | Dieselstraße 6 LageFlur: 26, Flurstück: 109/1                                   |              |         | 41081 DDB  |
| Bild gesucht BW | Denitrierung                               | Einsteinstraße 14 LageFlur: 26, Flurstück: 23/3                                 |              |         | 41097 DDB  |
| Bild gesucht BW | Wache                                      | Gutenbergstraße 2 LageFlur: 26, Flurstück: 70/1                                 |              |         | 41082 DDB  |
| Bild gesucht BW | Hüllenlager                                | Gutenbergstraße 25/27 LageFlur: 26, Flurstück: 64/12                            |              |         | 41091 DDB  |
| Bild gesucht BW | Vorbereitung, Heißluftkanal, Fertigmachung | Gutenbergstraße 26/28/30, Helmholtzstraße LageFlur: 26, Flurstück: 57/12, 57/16 |              |         | 41092 DDB  |
| Bild gesucht BW | Pressengebäude                             | Henschelstraße LageFlur: 26, Flurstück: 1/71                                    |              |         | 41089 DDB  |
| Bild gesucht BW | Waschhaus                                  | Henschelstraße 6/8 LageFlur: 26, Flurstück: 35/22                               |              |         | 41095 DDB  |
| Bild gesucht BW | Salpetersäurelager                         | Henschelstraße 6/8 LageFlur: 26, Flurstück: 35/22                               |              |         | 41096 DDB  |
| Bild gesucht BW | Denitrierung                               | Henschelstraße 6/8 LageFlur: 26, Flurstück: 35/22                               |              |         | 41094 DDB  |
| Bild gesucht BW | Salpetersäurelager                         | Henschelstraße 6/8 LageFlur: 26, Flurstück: 35/22                               |              |         | 41093 DDB  |
| Bild gesucht BW | Denitrierung                               | Henschelstraße 13 LageFlur: 26, Flurstück: 2/4                                  |              |         | 41100 DDB  |
| Bild gesucht BW | Wasserwerk                                 | Hirschhagen LageFlur: 26, Flurstück: 113/9                                      |              |         | 41083 DDB  |
| Bild gesucht BW | Kohlenhochbunker                           | Hirschhagen LageFlur: 26, Flurstück: 130/8                                      |              |         | 41088 DDB  |
| Bild gesucht BW | Abfallsäurelager                           | Keplerstraße 1/3 LageFlur: 26, Flurstück: 41/19, 41/20                          |              |         | 41098 DDB  |
| Bild gesucht BW | Feuerwache                                 | Lilienthalstraße 1/3 LageFlur: 26, Flurstück: 96/7                              |              |         | 41086 DDB  |
| Bild gesucht BW | Kantine                                    | Lilienthalstraße 6/8 LageFlur: 26, Flurstück: 101/4                             |              |         | 41084 DDB  |
| Bild gesucht BW | Spaltgebäude                               | Lilienthalstraße 87 LageFlur: 26, Flurstück: 124/1                              |              |         | 768384 DDB |
| Bild gesucht BW | Spaltgebäude                               | Lilienthalstraße 91 LageFlur: 26, Flurstück: 118/22                             |              |         | 768384 DDB |
| Bild gesucht BW | Spaltgebäude                               | Lilienthalstraße 95 LageFlur: 26, Flurstück: 118/22                             |              |         | 768384 DDB |

## Hollstein

### Gesamtanlage Hollstein
| Bild           | Bezeichnung            | Lage                                            | Beschreibung | Bauzeit | Objekt-Nr. |
| -------------- | ---------------------- | ----------------------------------------------- | ------------ | ------- | ---------- |
| weitere Bilder | Gesamtanlage Hollstein | Am Metzberg 1, 2–4, An der Hollsteine 8–22 Lage |              |         | 40968 DDB  |

### Einzeldenkmale
| Bild           | Bezeichnung         | Lage                                     | Beschreibung | Bauzeit | Objekt-Nr. |
| -------------- | ------------------- | ---------------------------------------- | ------------ | ------- | ---------- |
| weitere Bilder | Evangelische Kirche | Am Metzberg 4 LageFlur: 6, Flurstück: 20 |              |         | 40969 DDB  |

## Hopfelde

### Gesamtanlage Hopfelde
| Bild                  | Bezeichnung           | Lage                                                        | Beschreibung | Bauzeit | Objekt-Nr. |
| --------------------- | --------------------- | ----------------------------------------------------------- | ------------ | ------- | ---------- |
| Gesamtanlage Hopfelde | Gesamtanlage Hopfelde | Dorfstraße 5–9, 19, 25, 29–35, 6, 12–24, Lederecke 1–3 Lage |              |         | 40972 DDB  |

### Einzeldenkmale
| Bild            | Bezeichnung                     | Lage                                                                           | Beschreibung                             | Bauzeit | Objekt-Nr. |
| --------------- | ------------------------------- | ------------------------------------------------------------------------------ | ---------------------------------------- | ------- | ---------- |
| weitere Bilder  | ehem. Burg Reichenbach          | Am Schlosse (Außerhalb der Ortslage) LageFlur: 9, Flurstück: 6/3               | ehemalige Burg der Grafen von Ziegenhain |         | 40976 DDB  |
| Bild gesucht BW | Grabmal des Gutsbesitzers Meyer | Bebersches Feld, Bebrich (Außerhalb der Ortslage) LageFlur: 1, Flurstück: 24/1 |                                          |         | 950282 DDB |
| Bild gesucht BW | Streckhof                       | Dorfstraße 18 LageFlur: 3, Flurstück: 31                                       |                                          |         | 40973 DDB  |
| Bild gesucht BW | Evangelische Kirche             | Dorfstraße 30 LageFlur: 3, Flurstück: 103/2                                    |                                          |         | 40974 DDB  |
| Bild gesucht BW | Streckhof                       | Dorfstraße 33/35, Dorfstraße LageFlur: 3, Flurstück: 106/7, 107/3, 107/4       |                                          |         | 40975 DDB  |
| Bild gesucht BW | Streckhof                       | Lederecke 3 LageFlur: 3, Flurstück: 1/3                                        |                                          |         | 40977 DDB  |

## Küchen
| Bild            | Bezeichnung                                | Lage                                             | Beschreibung                                                | Bauzeit | Objekt-Nr. |
| --------------- | ------------------------------------------ | ------------------------------------------------ | ----------------------------------------------------------- | ------- | ---------- |
| Bild gesucht BW | Schule, mit Scheune und Einfriedung        | Leipziger Straße 412 LageFlur: 9, Flurstück: 387 |                                                             |         | 40980 DDB  |
| weitere Bilder  | Evangelische Kirche                        | Meißnerstraße 1 LageFlur: 9, Flurstück: 362      | Evangelische Pfarrkirche, zwei Grabsteine neben dem Eingang | 1827    | 40981 DDB  |
| Bild gesucht BW | Fachwerkgebäude, einige Wirtschaftsgebäude | Meißnerstraße 2 LageFlur: 9, Flurstück: 127/9    |                                                             |         | 40982 DDB  |
| Bild gesucht BW | Fachwerkwohnhaus                           | Meißnerstraße 7 LageFlur: 9, Flurstück: 90/6     |                                                             |         | 40983 DDB  |
| Bild gesucht BW | Hofanlage                                  | Meißnerstraße 8 LageFlur: 9, Flurstück: 113      |                                                             | Um 1750 | 40985 DDB  |
| Bild gesucht BW | Hofanlage                                  | Meißnerstraße 9 LageFlur: 9, Flurstück: 83/3     |                                                             |         | 40984 DDB  |

## Quentel
| Bild                | Bezeichnung         | Lage                                                             | Beschreibung                                             | Bauzeit | Objekt-Nr. |
| ------------------- | ------------------- | ---------------------------------------------------------------- | -------------------------------------------------------- | ------- | ---------- |
| Steinkreuz * 4723.1 | Steinkreuz * 4723.1 | An der Koppe (Außerhalb der Ortslage) LageFlur: 5, Flurstück: 64 |                                                          |         | 41647 DDB  |
| Bild gesucht BW     | Fachwerkwohnhaus    | Hintergasse 1 LageFlur: 4, Flurstück: 49/1                       |                                                          |         | 40987 DDB  |
| weitere Bilder      | Evangelische Kirche | Pfarrsteg 6 LageFlur: 4, Flurstück: 77/10                        | Evangelische Pfarrkirche, zwei Grabsteine vor der Kirche | 1817    | 40989 DDB  |
| Bild gesucht BW     | Hofanlage           | Pfarrsteg 8 LageFlur: 4, Flurstück: 73/9                         |                                                          |         | 40988 DDB  |
| Bild gesucht BW     | Wohnhaus            | Quellentalstraße 18 LageFlur: 4, Flurstück: 105/3                |                                                          |         | 40990 DDB  |
| Bild gesucht BW     | Streckhof           | Quellentalstraße 24 LageFlur: 4, Flurstück: 98/3                 |                                                          |         | 40991 DDB  |
| Bild gesucht BW     | Einhaus, mit Stall  | Quellentalstraße 25 LageFlur: 4, Flurstück: 11/2                 |                                                          |         | 40992 DDB  |
| Bild gesucht BW     | Streckhof           | Quellentalstraße 38 LageFlur: 4, Flurstück: 45/4                 |                                                          |         | 40994 DDB  |
| Bild gesucht BW     | Streckhof           | Quellentalstraße 59 LageFlur: 4, Flurstück: 35/5                 |                                                          |         | 40995 DDB  |

## Reichenbach

### Gesamtanlage Reichenbach
| Bild                     | Bezeichnung              | Lage                                       | Beschreibung | Bauzeit | Objekt-Nr. |
| ------------------------ | ------------------------ | ------------------------------------------ | ------------ | ------- | ---------- |
| Gesamtanlage Reichenbach | Gesamtanlage Reichenbach | Im Tor 2a, 13, Schloßstraße 9, 11, 42 Lage |              |         | 40997 DDB  |

### Einzeldenkmale
| Bild            | Bezeichnung                              | Lage                                                  | Beschreibung                                 | Bauzeit | Objekt-Nr. |
| --------------- | ---------------------------------------- | ----------------------------------------------------- | -------------------------------------------- | ------- | ---------- |
| Bild gesucht BW | Pfarrhaus                                | Im Tor 1 LageFlur: 11, Flurstück: 69/16               |                                              | Um 1900 | 40998 DDB  |
| Bild gesucht BW | Hofanlage                                | Klosterstraße 4 LageFlur: 11, Flurstück: 81/2         |                                              |         | 40999 DDB  |
| weitere Bilder  | Evangelische Kirche, ehem. Klosterkirche | Mühlhof 1, im Dorfe LageFlur: 11, Flurstück: 72/4, 73 | Klosterkirche, einige historische Grabsteine |         | 41004 DDB  |
| Bild gesucht BW | Fachwerkwohnhaus                         | Schloßstraße 10 LageFlur: 12, Flurstück: 70/3         |                                              |         | 41001 DDB  |
| Bild gesucht BW | Fachwerkwohnhaus                         | Schloßstraße 11 LageFlur: 11, Flurstück: 5/2          |                                              |         | 41000 DDB  |
| Bild gesucht BW | Fachwerkhaus                             | Schloßstraße 36 LageFlur: 11, Flurstück: 37/11        |                                              |         | 41003 DDB  |
| Bild gesucht BW | Anger                                    | Steinberg LageFlur: 12, Flurstück: 106/49             |                                              |         | 41002 DDB  |

## Retterode

### Gesamtanlage Retterode
| Bild            | Bezeichnung            | Lage                                                                                     | Beschreibung | Bauzeit | Objekt-Nr. |
| --------------- | ---------------------- | ---------------------------------------------------------------------------------------- | ------------ | ------- | ---------- |
| Bild gesucht BW | Gesamtanlage Retterode | Hambergstraße 3–9, 6, 8, Meißnerblick 2, Schnellröder Straße 14, 16, Töpferweg 1–17 Lage |              |         | 41008 DDB  |

### Einzeldenkmale
| Bild                                    | Bezeichnung              | Lage                                                                                        | Beschreibung                                              | Bauzeit | Objekt-Nr. |
| --------------------------------------- | ------------------------ | ------------------------------------------------------------------------------------------- | --------------------------------------------------------- | ------- | ---------- |
| Direkt Bild zu diesem Denkmal hochladen | 4 Grenzsteine            | Außerhalb Ortslage                                                                          | Inschrift: Wappen / Meisenburg / Ziegenhain / WB 1794/VMB |         | 41609 DDB  |
| Direkt Bild zu diesem Denkmal hochladen | 5 Grenzsteine            | Außerhalb Ortslage                                                                          | Inschrift: Wappen / Meisenburg / Ziegenhain               |         | 41610 DDB  |
| Bild gesucht BW                         | Schule                   | Hambergstraße 5 LageFlur: 8, Flurstück: 60/1                                                |                                                           |         | 41009 DDB  |
| Evangelische Kirche                     | Evangelische Kirche      | Hambergstraße 8 LageFlur: 8, Flurstück: 56                                                  | Kirche, mit Mauer                                         |         | 41011 DDB  |
| Bild gesucht BW                         | Kreuzstein * 4824.1      | Lengenberg (Außerhalb der Ortslage) LageFlur: 9, Flurstück: 43/1                            |                                                           |         | 41646 DDB  |
| Bild gesucht BW                         | Wohnhaus mit Stall       | Schnellröder Straße 11 LageFlur: 2, Flurstück: 105/10                                       |                                                           |         | 41010 DDB  |
| Bild gesucht BW                         | Streckhof                | Schnellröder Straße 13 LageFlur: 8, Flurstück: 21/2                                         |                                                           |         | 41012 DDB  |
| Bild gesucht BW                         | Anger                    | Töpferweg LageFlur: 8, Flurstück: 59                                                        |                                                           |         | 41007 DDB  |
| Bild gesucht BW                         | Hofanlage                | Töpferweg 9 LageFlur: 8, Flurstück: 110/1                                                   |                                                           |         | 41015 DDB  |
| Bild gesucht BW                         | Fachwerkwohnhaus         | Töpferweg 13/15 LageFlur: 8, Flurstück: 97/1, 99/1                                          |                                                           |         | 41016 DDB  |
| Bild gesucht BW                         | Grenz- bzw. Wappensteine | Torweg o. Nr. LageFlur: 8, Flurstück: 52/2                                                  |                                                           |         | 41014 DDB  |
| Bild gesucht BW                         | Walbachsmühle            | Walbachsmühle 1, 2, 3 LageFlur: 6, 7, Flurstück: 12/2, 6/1                                  | Walbachsmühle, Wirtschaftsgebäude gegenüber               |         | 41013 DDB  |
| Bild gesucht BW                         | Fachwerkwohnhaus         | Zum Albesberg 3 LageFlur: 2, Flurstück: 105/4                                               |                                                           |         | 41017 DDB  |
| Bild gesucht BW                         | Wegweiser                | Schnellröder Straße/Abzw Wickersrode (Außerhalb der Ortslage) LageFlur: 7, Flurstück: 43/22 |                                                           |         | 41624 DDB  |

## Velmeden
| Bild            | Bezeichnung                          | Lage                                                | Beschreibung                               | Bauzeit | Objekt-Nr. |
| --------------- | ------------------------------------ | --------------------------------------------------- | ------------------------------------------ | ------- | ---------- |
| Bild gesucht BW | Wegweiser                            | Auf dem Dammenroth LageFlur: 4, Flurstück: 51/13    |                                            |         | 41626 DDB  |
| Bild gesucht BW | Wegweiser * 4724.V2                  | Baßbergstraße LageFlur: 2, Flurstück: 86/1          |                                            |         | 41625 DDB  |
| Bild gesucht BW | Tagelöhnerhaus, mit Haustür          | Hausener Straße 13 LageFlur: 7, Flurstück: 11/4     |                                            |         | 41019 DDB  |
| Bild gesucht BW | Ruheplatz, Steinbank, mit Baumgruppe | L 3228 LageFlur: 2, Flurstück: 98/1                 |                                            |         | 41662 DDB  |
| Bild gesucht BW | Streckhof                            | Witzenhäuser Straße 10 LageFlur: 7, Flurstück: 75/1 |                                            |         | 41020 DDB  |
| weitere Bilder  | Evangelische Kirche                  | Witzenhäuser Straße 14 LageFlur: 7, Flurstück: 70/3 | Dorfkirche, zwei Gedenksteine, Einfriedung |         | 41022 DDB  |
| Bild gesucht BW | Hofanlage                            | Zur Meinet 1 LageFlur: 7, Flurstück: 18             |                                            |         | 41021 DDB  |

## Walburg

### Gesamtanlage Walburg
| Bild                 | Bezeichnung          | Lage                                                                                         | Beschreibung | Bauzeit | Objekt-Nr. |
| -------------------- | -------------------- | -------------------------------------------------------------------------------------------- | ------------ | ------- | ---------- |
| Gesamtanlage Walburg | Gesamtanlage Walburg | Leipziger Straße 310, 314, 311, 313, Rommeröder Straße 1, 3, Unter der Linde 1–17, 2–16 Lage |              |         | 41024 DDB  |

### Sachgesamtheit Bahnhof
| Bild            | Bezeichnung                                                             | Lage | Beschreibung | Bauzeit | Objekt-Nr. |
| --------------- | ----------------------------------------------------------------------- | --- | ------------ | ------- | ---------- |
| Bild gesucht BW | Sachgesamtheit Bahnhof                                                  | Bahnhofstraße 2–5, Eisenbahn, Auf dem Gilsberge LageFlur: 5, 6, 16, Flurstück: 35/5, 35/8, 65/2, 69/1, 78/2, 4/1, 58/3, 58/6, 58/8, 58/9 |              |         | 41027 DDB  |
| Bild gesucht BW | Gleiskörper von Bahn-km 38,612 bis Velmeden 1,03 bzw. Hasselbach 40,373 | LageFlur: 5, 6, Flurstück: 58/6, 58/7, 58/9, 65/2                                                                                        |              |         |            |
| Bild gesucht BW | Mehrfamilienhaus mit Wirtschaftsgebäude                                 | Bahnhofstraße 2/4 LageFlur: 6, Flurstück: 4/1                                                                                            |              |         |            |
| Bild gesucht BW | Wohnhaus                                                                | Bahnhofstraße 3 LageFlur: 5, Flurstück: 35/8, 69/1, 4, 58/1                                                                              |              |         |            |
| Bild gesucht BW | Empfangsgebäude                                                         | Bahnhofstraße 8 LageFlur: 6, Flurstück: 58/3                                                                                             |              |         |            |
| Bild gesucht BW | Fachwerkgebäude                                                         | Bahnhofstraße o. Nr. LageFlur: 6, Flurstück: 58/8                                                                                        |              |         |            |
| Bild gesucht BW | Stellwerk                                                               | Bahnhofstraße o. Nr. LageFlur: 5, Flurstück: 65/2                                                                                        |              |         |            |

### Einzeldenkmale
| Bild            | Bezeichnung              | Lage                                                                   | Beschreibung                                               | Bauzeit | Objekt-Nr. |
| --------------- | ------------------------ | ---------------------------------------------------------------------- | ---------------------------------------------------------- | ------- | ---------- |
| Bild gesucht BW | Meilenstein              | B 7 LageFlur: 7, Flurstück: 42/59                                      | Inschrift: Cassel / 4M / 104                               |         | 41629 DDB  |
| Bild gesucht BW | ehem. Hofgut Hambach     | Hinterm Sandkopf (Außerhalb der Ortslage) LageFlur: 20, Flurstück: 4/7 | Zehntscheune                                               |         | 41025 DDB  |
| weitere Bilder  | Evangelische Kirche      | Im Dorfe LageFlur: 16, Flurstück: 33/3                                 | Evangelische Pfarrkirche, mit zehn Grab- und Gedenksteinen | 1773/74 | 41026 DDB  |
| Bild gesucht BW | Hofanlage                | Leipziger Straße 314 LageFlur: 16, Flurstück: 53/2                     |                                                            |         | 41028 DDB  |
| Bild gesucht BW | Wegweiser 1              | Riedteichstraße LageFlur: 17, Flurstück: 147/1                         | Inschrift: Friedrichsbrück / Rommerode                     |         | 41628 DDB  |
| Bild gesucht BW | Wohnhaus                 | Rommeröder Straße 9 LageFlur: 16, Flurstück: 90/3                      |                                                            |         | 41029 DDB  |
| Bild gesucht BW | Hofanlage                | Rommeröder Straße 14 LageFlur: 16, Flurstück: 58/3                     |                                                            |         | 41031 DDB  |
| Bild gesucht BW | Anger                    | Unter der Linde o. Nr. LageFlur: 15, Flurstück: 99/6                   |                                                            |         | 41033 DDB  |
| Bild gesucht BW | Wohnhaus                 | Unter der Linde 1 LageFlur: 15, Flurstück: 46/1                        |                                                            |         | 41030 DDB  |
| Bild gesucht BW | Streckhof                | Unter der Linde 9 LageFlur: 16, Flurstück: 34/1                        |                                                            |         | 41032 DDB  |
| Bild gesucht BW | Mühle                    | Wehrestraße 2 LageFlur: 16, Flurstück: 50                              |                                                            |         | 41034 DDB  |
| Bild gesucht BW | Streckhof                | Wehrestraße 4, Wehrestraße LageFlur: 16, Flurstück: 48/4, 48/5         |                                                            |         | 41035 DDB  |
| Bild gesucht BW | Wohn-/Wirtschaftsgebäude | Wehrestraße 5 LageFlur: 16, Flurstück: 72/5                            |                                                            |         | 41036 DDB  |
| Bild gesucht BW | Streckhof                | Wehrestraße 6 LageFlur: 16, Flurstück: 41/2                            |                                                            |         | 41037 DDB  |
| Bild gesucht BW | Wegweiser 2              | Zum Gansfeld LageFlur: 11, Flurstück: 55/26                            | Inschrift: Hambach / Hopfelde                              |         | 41627 DDB  |

## Wickersrode

### Gesamtanlage Wickersrode
| Bild            | Bezeichnung              | Lage                                                                      | Beschreibung | Bauzeit | Objekt-Nr. |
| --------------- | ------------------------ | ------------------------------------------------------------------------- | ------------ | ------- | ---------- |
| Bild gesucht BW | Gesamtanlage Wickersrode | Am Mühlengraben 1, 2, An der Vocke 1–11, 2–4, Hauptstraße 9–21, 8–14 Lage |              |         | 41039 DDB  |

### Einzeldenkmale
| Bild                                    | Bezeichnung                           | Lage                                                                                       | Beschreibung                   | Bauzeit | Objekt-Nr. |
| --------------------------------------- | ------------------------------------- | ------------------------------------------------------------------------------------------ | ------------------------------ | ------- | ---------- |
| Bild gesucht BW                         | Fachwerkwohnhaus                      | An der Vocke 1 LageFlur: 5, Flurstück: 5/2                                                 |                                |         | 41040 DDB  |
| Bild gesucht BW                         | Einhaus, mit Wirtschaftstrakt und Tor | An der Vocke 11 LageFlur: 5, Flurstück: 19/9                                               |                                |         | 41041 DDB  |
| Bild gesucht BW                         | Anger                                 | Hauptstraße o. Nr. LageFlur: 5, Flurstück: 103/1                                           |                                |         | 41046 DDB  |
| Bild gesucht BW                         | Gasthaus                              | Hauptstraße 8 LageFlur: 5, Flurstück: 55/3                                                 |                                | 1747    | 41043 DDB  |
| Bild gesucht BW                         | Einhaus, mit Fruchtboden              | Hauptstraße 11 LageFlur: 5, Flurstück: 45/4                                                |                                | Um 1860 | 41042 DDB  |
| Bild gesucht BW                         | Fachwerkhaus mit Wirtschaftstrakt     | Hauptstraße 15 LageFlur: 5, Flurstück: 35/1                                                |                                |         | 41044 DDB  |
| Bild gesucht BW                         | Evangelische Kirche                   | Hauptstraße 17 LageFlur: 5, Flurstück: 30                                                  | Evangelische Kirche, mit Mauer |         | 41045 DDB  |
| Bild gesucht BW                         | Fachwerkgebäude mit Stall             | Hauptstraße 22 LageFlur: 5, Flurstück: 94/1                                                |                                |         | 41048 DDB  |
| Bild gesucht BW                         | Brücke                                | Hauptstraße (L 3439), Vocke, Hauptstraße LageFlur: 1, 5, Flurstück: 152/5, 110/11, 125/22  | Sandsteinbrücke                | 1897    | 41047 DDB  |
| Bild gesucht BW                         | Streckhof                             | Triescher Weg 1 LageFlur: 5, Flurstück: 80                                                 |                                |         | 41050 DDB  |
| Bild gesucht BW                         | Hof mit Scheune                       | Vockeröder Straße 3 LageFlur: 5, Flurstück: 107/1                                          |                                |         | 41051 DDB  |
| Bild gesucht BW                         | 5 Grenzsteine                         | Salaire, Altes Gehege (Außerhalb der Ortslage) LageFlur: 10, 12, Flurstück: 2/2, 27/2, 1/2 |                                |         | 41611 DDB  |
| Direkt Bild zu diesem Denkmal hochladen | Grenzstein                            | am Kammweg Flur: 10, Flurstück: 2/2                                                        | siehe bei 5 Grenzsteine        |         |            |
| Direkt Bild zu diesem Denkmal hochladen | Grenzstein                            | am Kammweg Flur: 12, Flurstück: 1/2                                                        | siehe bei 5 Grenzsteine        |         |            |

## Abgegangene Kulturdenkmäler

### Hessisch Lichtenau
| Bild     | Bezeichnung | Lage                                           | Beschreibung | Bauzeit | Daten |
| -------- | ----------- | ---------------------------------------------- | ------------ | ------- | ----- |
| Wohnhaus | Wohnhaus    | Kirchstraße 51 LageFlur: 14, Flurstück: 260/63 |              |         |       |

### Küchen
| Bild            | Bezeichnung | Lage                                             | Beschreibung         | Bauzeit | Daten |
| --------------- | ----------- | ------------------------------------------------ | -------------------- | ------- | ----- |
| Bild gesucht BW | Streckhof   | Leipziger Straße 402 LageFlur: 9, Flurstück: 409 | im Abriss befindlich |         |       |